# ملعب تيل2 أرينا
ملعب تيل2 أرينا (بالإنجليزية: Tele2 Arena) هو ملعب كرة قدم متعدد الأغراض يقع في ستوكهولم، السويد، يتسع لـ 30,001 متفرج.

## التاريخ
تم وضع حجر الأساس للملعب في 10 سبتمبر 2010. بدأ بنائه في 2010 وافتتح في 20 يوليو 2013. كانت تكلفة إنشاء الملعب 2.7 مليار كرونا، €290 مليون يورو.